# Fallas de Benicarló
Las Fallas de Benicarló se celebran entre la última semana de febrero o la primera de marzo hasta el día de San José, el 19 de marzo. En estos días, que comienzan con la multitudinaria cabalgata del Ninot, tienen lugar gran cantidad de actos comenzando por la plantà, continuando con pasacalles, despertàs, mascletás, castillos de fuegos artificiales, la ofrenda floral... y terminando con la cremá la noche de San José. 
Es el único pueblo del Bajo Maestrazgo y de todo el norte de la provincia de Castellón donde se celebra esta festividad, y por tanto en Benicarló se plantan las Fallas más al norte del planeta. El año 2014 fueron declaradas Fiesta de Interés Turístico Autonómico.

## Historia
Las fallas se celebran ininterrumpidamente en Benicarló desde el año 1973. Un año antes un grupo de benicarlandos fueron invitados por la falla Poeta Altet Benicarló, de Valencia, a vivir la fiesta de primera mano y a raíz de esa visita se animaron a fundar la primera comisión fallera: la falla Benicarló.Cabría decir, sin embargo, que antes de la Guerra Civil ya se plantó algún monumento en la localidad, aunque apenas quedan vestigios de ello. A partir de 1978 se empezaron a crear numerosas comisiones falleras. Ese mismo año se crearon la falla El Caduf y la falla La Paperina. El año 1979 fue el turno de la falla El Grill. En el año 1980 se crean 3 comisiones falleras, siendo el año en que más fallas se crearon, estas fueron La Carrasca, Mercat Vell y L'Embut; este año además se empezaron a entregar los premios a las mejores fallas. En 1981 se creó la falla Els Conquistaors, en 1982 La Barraca y en 1983 El Campanar. Después de 12 años sin aparecer ninguna falla nueva, en 1995 llegó la falla Els Cremats. En 2007 se creó la falla Nou Barri y en 2011 la falla Amics del Foc. En el año 2023 se crea la falla 9 d'Octubre.

El año 2020 no hubo fallas por la pandemia del COVID-19. El 2021 solo plantaron cinco de las fallas, cuatro grandes y tres infantiles, y lo hicieron en el mes de octubre, teniendo lugar la cremà la noche del día 12.
El año 2022 la falla Amics del Foc no plantó monumentos, pero notificaron que era algo temporal por ese año y que la falla no desaparecía.
También en el año 2022, la cremà de las fallas tuvo lugar el día 20 de marzo en vez del habitual día 19. Se hizo por primera vez en ese año, para aprovechar un día más de fallas por caer el día 20 en domingo.

## Palmarés por años
| Año  | Primer premio    | Segundo          | Tercero          | Cuarto           | Quinto                 | Sexto       | Séptimo     |
| 1980 | El Caduf         |                  |                  |                  |                        |             |             |
| 1981 | L'Embut          |                  |                  |                  |                        |             |             |
| 1982 | Mercat Vell      |                  |                  |                  |                        |             |             |
| 1983 | La Paperina      |                  |                  |                  |                        |             |             |
| 1984 | Benicarló        |                  |                  |                  |                        |             |             |
| 1985 | Benicarló        | La Paperina      | El Caduf         |                  |                        |             |             |
| 1986 | Benicarló        | Els Conquistaors | La Carrasca      |                  |                        |             |             |
| 1987 | Benicarló        | La Carrasca      | Mercat Vell      |                  |                        |             |             |
| 1988 | Benicarló        | La Paperina      | Els Conquistaors |                  |                        |             |             |
| 1989 | Benicarló        | La Carrasca      | L'Embut          |                  |                        |             |             |
| 1990 | Benicarló        | La Carrasca      | Els Conquistaors | La Paperina      | El Campanar            |             |             |
| 1991 | El Campanar      | Benicarló        | La Paperina      | La Carrasca      | L'Embut                |             |             |
| 1992 | El Caduf         | Benicarló        | La Barraca       | El Campanar      | Els Conquistaors       |             |             |
| 1993 | El Caduf         | Benicarló        | Els Conquistaors | L'Embut          | La Barraca             |             |             |
| 1994 | Mercat Vell      | L'Embut          | La Paperina      | Benicarló        | La Carrasca            |             |             |
| 1995 | Els Conquistaors | El Caduf         | Mercat Vell      | El Grill         | Benicarló              |             |             |
| 1996 | El Campanar      | Mercat Vell      | Benicarló        | La Barraca       | L'Embut                |             |             |
| 1997 | El Caduf         | La Paperina      | El Campanar      | La Carrasca      | L'Embut                |             |             |
| 1998 | Benicarló        | El Campanar      | Els Conquistaors | L'Embut          | Mercat Vell            |             |             |
| 1999 | La Carrasca      | Benicarló        | Mercat Vell      | Els Conquistaors | El Grill               |             |             |
| 2000 | La Carrasca      | El Campanar      | Benicarló        | Els Conquistaors | El Caduf               |             |             |
| 2001 | La Carrasca      | La Barraca       | Benicarló        | L'Embut          | El Campanar            |             |             |
| 2002 | La Carrasca      | El Caduf         | Benicarló        | El Campanar      | Els Cremats            |             |             |
| 2003 | El Caduf         | La Carrasca      | Benicarló        | Els Conquistaors | El Grill               |             |             |
| 2004 | La Carrasca      | L'Embut          | El Caduf         | La Barraca       | El Campanar            |             |             |
| 2005 | La Carrasca      | Els Conquistaors | El Caduf         | El Grill         | Els Cremats            |             |             |
| 2006 | La Carrasca      | La Barraca       | La Paperina      | Els Cremats      | El Caduf               |             |             |
| 2007 | Benicarló        | Els Cremats      | La Carrasca      | L'Embut          | El Caduf               |             |             |
| 2008 | Benicarló        | Els Cremats      | El Campanar      | La Carrasca      | La Paperina            |             |             |
| 2009 | Els Cremats      | El Campanar      | Nou Barri        | La Carrasca      | La Barraca             |             |             |
| 2010 | Mercat Vell      | El Caduf         | La Paperina      | Benicarló        | Els Cremats            |             |             |
| 2011 | Benicarló        | Mercat Vell      | Nou Barri        | El Caduf         | La Barraca/La Paperina |             |             |
| 2012 | Benicarló        | Nou Barri        | Els Cremats      | La Carrasca      | Mercat Vell            |             |             |
| 2013 | Benicarló        | La Barraca       | La Carrasca      | La Paperina      | Mercat Vell            | Els Cremats |             |
| 2014 | Benicarló        | Els Cremats      | El Caduf         | Nou Barri        | La Carrasca            | La Barraca  |             |
| 2015 | Els Cremats      | Benicarló        | Mercat Vell      | Nou Barri        | La Barraca             | L'Embut     |             |
| 2016 | La Barraca       | Els Cremats      | La Carrasca      | Benicarló        | Mercat Vell            | Nou Barri   |             |
| 2017 | Mercat Vell      | Benicarló        | Els Cremats      | El Caduf         | El Campanar            | El Grill    |             |
| 2018 | Benicarló        | El Caduf         | Mercat Vell      | Els Cremats      | Els Conquistaors       | La Barraca  |             |
| 2019 | Benicarló        | Mercat Vell      | La Barraca       | El Caduf         | El Grill               | L'Embut     |             |
| 2021 | Mercat Vell      | Benicarló        | Els Conquistaors | La Carrasca      | --                     | --          |             |
| 2022 | L'Embut          | El Caduf         | La Barraca       | Els Cremats      | La Paperina            | Benicarló   |             |
| 2023 | El Caduf         | El Campanar      | Mercat Vell      | La Barraca       | L'Embut                | La Paperina |             |
| 2024 | Mercat Vell      | La Paperina      | El Caduf         | El Campanar      | Els Conquistaors       | Els Cremats |             |
| 2025 | Benicarló        | El Campanar      | 9 d'Octubre      | La Barraca       | La Paperina            | El Caduf    | Mercat Vell |

## Palmarés por premios
| Falla            | Primer premio | Segundo | Tercero | Cuarto | Quinto | Sexto | Séptimo | Total |
| Benicarló        | 17            | 7       | 5       | 3      | 1      | 1     | 0       | 34    |
| La Carrasca      | 7             | 4       | 4       | 6      | 2      | 0     | 0       | 23    |
| El Caduf         | 6             | 5       | 5       | 3      | 3      | 1     | 0       | 23    |
| Mercat Vell      | 6             | 3       | 6       | 0      | 4      | 0     | 1       | 20    |
| Els Cremats      | 2             | 4       | 2       | 3      | 3      | 2     | 0       | 16    |
| El Campanar      | 2             | 5       | 2       | 3      | 4      | 0     | 0       | 16    |
| L'Embut          | 2             | 2       | 1       | 4      | 4      | 2     | 0       | 15    |
| La Paperina      | 1             | 4       | 4       | 2      | 4      | 1     | 0       | 16    |
| La Barraca       | 1             | 3       | 3       | 4      | 4      | 2     | 0       | 17    |
| Els Conquistaors | 1             | 2       | 5       | 3      | 3      | 0     | 0       | 14    |
| Nou Barri        | 0             | 1       | 2       | 2      | 0      | 1     | 0       | 6     |
| 9 d'Octubre      | 0             | 0       | 1       | 0      | 0      | 0     | 0       | 1     |
| El Grill         | 0             | 0       | 0       | 2      | 3      | 1     | 0       | 6     |
| Amics del Foc    | 0             | 0       | 0       | 0      | 0      | 0     | 0       | 0     |

## Palmarés primeros premios
- Falla Benicarló: 17 veces (1984, 1985, 1986, 1987, 1988, 1989, 1990, 1998, 2007, 2008, 2011, 2012, 2013, 2014, 2018, 2019, 2025)

- Falla La Carrasca: 7 veces (1999, 2000, 2001, 2002, 2004, 2005, 2006)

- Falla El Caduf: 6 veces (1980, 1992, 1993, 1997, 2003, 2023)

- Falla Mercat Vell: 6 veces (1982, 1994, 2010, 2017, 2021, 2024)

- Falla El Campanar: 2 veces (1991, 1996)

- Falla Els Cremats: 2 veces (2009, 2015)

- Falla L'Embut: 2 veces (1981, 2022)

- Falla La Paperina: 1 vez (1983)

- Falla Els Conquistaors: 1 vez (1995)

- Falla La Barraca: 1 vez (2016)

## Palmarés fallas infantiles por años
| Año  | Primer premio    | Segundo          | Tercero          | Cuarto           | Quinto           | Sexto            | Séptimo   |
| 1982 | La Paperina      |                  |                  |                  |                  |                  |           |
| 1983 | El Caduf         |                  |                  |                  |                  |                  |           |
| 1984 | El Caduf         |                  |                  |                  |                  |                  |           |
| 1985 | El Caduf         | La Carrasca      | Els Conquistaors |                  |                  |                  |           |
| 1986 | La Carrasca      | Els Conquistaors | El Caduf         |                  |                  |                  |           |
| 1987 | El Campanar      | La Paperina      |                  |                  |                  |                  |           |
| 1988 | La Paperina      | La Carrasca      | Mercat Vell      |                  |                  |                  |           |
| 1989 | La Carrasca      | Mercat Vell      | El Caduf         |                  |                  |                  |           |
| 1990 | Els Conquistaors | L'Embut          | La Carrasca      |                  |                  |                  |           |
| 1991 | El Campanar      | Els Conquistaors | Benicarló        | L'Embut          | El Grill         |                  |           |
| 1992 | Els Conquistaors | El Campanar      | La Carrasca      | Benicarló        | Mercat Vell      |                  |           |
| 1993 | Els Conquistaors | Mercat Vell      | El Caduf         |                  |                  |                  |           |
| 1994 | Benicarló        | Els Conquistaors | El Caduf         | La Paperina      |                  |                  |           |
| 1995 | Els Conquistaors | Benicarló        | El Grill         | La Barraca       | El Caduf         |                  |           |
| 1996 | Mercat Vell      | Els Conquistaors | La Carrasca      | El Caduf         |                  |                  |           |
| 1997 | La Carrasca      | Els Conquistaors | Benicarló        | L'Embut          | El Grill         |                  |           |
| 1998 | L'Embut          | Els Conquistaors | La Carrasca      | El Caduf         | Mercat Vell      |                  |           |
| 1999 | Els Conquistaors | La Carrasca      | La Barraca       | Benicarló        | Mercat Vell      |                  |           |
| 2000 | Els Conquistaors | El Grill         | Benicarló        | La Barraca       | La Paperina      |                  |           |
| 2001 | La Barraca       | El Caduf         | L'Embut          | Els Conquistaors | Mercat Vell      |                  |           |
| 2002 | El Caduf         | Mercat Vell      | La Carrasca      | Els Conquistaors | La Paperina      |                  |           |
| 2003 | La Barraca       | El Caduf         | Benicarló        | Els Conquistaors | La Carrasca      |                  |           |
| 2004 | El Caduf         | Els Cremats      | L'Embut          | La Carrasca      | Mercat Vell      |                  |           |
| 2005 | Els Conquistaors | Benicarló        | La Barraca       | La Paperina      | Els Cremats      |                  |           |
| 2006 | La Barraca       | Benicarló        | La Carrasca      | Els Cremats      | El Campanar      |                  |           |
| 2007 | La Barraca       | Els Conquistaors | Benicarló        | El Caduf         | La Paperina      |                  |           |
| 2008 | Els Conquistaors | El Campanar      | El Caduf         | Benicarló        | La Barraca       |                  |           |
| 2009 | Els Cremats      | La Carrasca      | El Campanar      | Nou Barri        | El Caduf         |                  |           |
| 2010 | Els Cremats      | El Caduf         | Mercat Vell      | L'Embut          | El Campanar      |                  |           |
| 2011 | Nou Barri        | Els Cremats      | La Barraca       | El Caduf         | La Paperina      |                  |           |
| 2012 | Nou Barri        | Els Cremats      | Benicarló        | La Barraca       | El Campanar      |                  |           |
| 2013 | El Campanar      | Nou Barri        | Els Cremats      | La Carrasca      | Benicarló        | El Grill         |           |
| 2014 | El Caduf         | Els Cremats      | Nou Barri        | La Carrasca      | La Barraca       | L'Embut          |           |
| 2015 | Els Cremats      | El Caduf         | Benicarló        | El Grill         | Mercat Vell      | Els Conquistaors |           |
| 2016 | Els Cremats      | El Caduf         | Benicarló        | La Barraca       | Mercat Vell      | L'Embut          |           |
| 2017 | El Caduf         | Benicarló        | Els Cremats      | Nou Barri        | El Campanar      | La Carrasca      |           |
| 2018 | Els Cremats      | Benicarló        | El Grill         | Els Conquistaors | Nou Barri        | El Caduf         |           |
| 2019 | El Campanar      | La Paperina      | La Carrasca      | Nou Barri        | Els Cremats      | Benicarló        |           |
| 2021 | El Caduf         | Benicarló        | Mercat Vell      | --               | --               | --               |           |
| 2022 | El Campanar      | La Paperina      | Els Conquistaors | El Caduf         | La Barraca       | L'Embut          |           |
| 2023 | El Campanar      | El Grill         | El Caduf         | Benicarló        | Els Conquistaors | La Paperina      |           |
| 2024 | El Caduf         | Els Cremats      | El Mercat Vell   | La Barraca       | Benicarló        | El Campanar      |           |
| 2025 | Mercat Vell      | Els Conquistaors | 9 d'Octubre      | Benicarló        | El Campanar      | El Grill         | Nou Barri |

## Palmarés fallas infantiles por premios
| Falla            | Primer premio | Segundo | Tercero | Cuarto | Quinto | Sexto | Séptimo | Total |
| El Caduf         | 9             | 5       | 6       | 5      | 2      | 1     | 0       | 28    |
| Els Conquistaors | 8             | 8       | 2       | 4      | 1      | 1     | 0       | 24    |
| El Campanar      | 6             | 2       | 1       | 0      | 5      | 1     | 0       | 15    |
| Els Cremats      | 5             | 5       | 2       | 1      | 2      | 0     | 0       | 15    |
| La Barraca       | 4             | 0       | 3       | 5      | 3      | 0     | 0       | 14    |
| La Carrasca      | 3             | 4       | 7       | 3      | 1      | 1     | 0       | 19    |
| Mercat Vell      | 2             | 3       | 4       | 0      | 7      | 0     | 0       | 16    |
| La Paperina      | 2             | 3       | 0       | 2      | 4      | 1     | 0       | 12    |
| Nou Barri        | 2             | 1       | 1       | 3      | 1      | 0     | 1       | 8     |
| Benicarló        | 1             | 6       | 8       | 5      | 2      | 1     | 0       | 23    |
| L'Embut          | 1             | 1       | 2       | 3      | 0      | 3     | 0       | 10    |
| El Grill         | 0             | 2       | 2       | 1      | 2      | 2     | 0       | 9     |
| 9 d'Octubre      | 0             | 0       | 1       | 0      | 0      | 0     | 0       | 1     |
| Amics del Foc    | 0             | 0       | 0       | 0      | 0      | 0     | 0       | 0     |